# Liste des députés européens de Grèce de la 4e législature

Cet article présente la liste des députés européens élus en Grèce de la mandature 1994-1999, élus lors des élections européennes de 1994 en Grèce.
| Nom                     | Liste                              | Groupe parlementaire européen     |
| ----------------------- | ---------------------------------- | --------------------------------- |
| Alékos Alavános         | Synaspismós                        | GUE, GUE/NGL                      |
| Mihalis Papagiannakis   | Synaspismós                        | GUE, GUE/NGL                      |
| Vasílios Evfremídis     | Parti communiste de Grèce          | GUE, GUE/NGL                      |
| Giannis Theonas         | Parti communiste de Grèce          | GUE, GUE/NGL                      |
| Katerína Daskaláki      | Printemps politique                | RDE (1994-1995) / UPE (1995-1999) |
| Nikítas Kaklamánis      | Printemps politique                | RDE (1994-1995) / UPE (1995-1999) |
| Geórgios Anastasópoulos | Nouvelle Démocratie                | PPE                               |
| Stelios Argyros         | Nouvelle Démocratie                | PPE                               |
| Efthýmios Christodoúlou | Nouvelle Démocratie                | PPE                               |
| Kostís Hadjidákis       | Nouvelle Démocratie                | PPE                               |
| Giorgos Dimitrakopoulos | Nouvelle Démocratie                | PPE                               |
| Panagiotis Labrias      | Nouvelle Démocratie                | PPE                               |
| Nana Mouskouri          | Nouvelle Démocratie                | PPE                               |
| Pavlos Sarlis           | Nouvelle Démocratie                | PPE                               |
| Antonios Trakatellis    | Nouvelle Démocratie                | PPE                               |
| Paraskevás Avgerinós    | Mouvement socialiste panhellénique | PSE                               |
| Yeóryios Katiforis      | Mouvement socialiste panhellénique | PSE                               |
| Kostas Klironomos       | Mouvement socialiste panhellénique | PSE                               |
| Angéla Kokkóla          | Mouvement socialiste panhellénique | PSE                               |
| Iríni Lambráki          | Mouvement socialiste panhellénique | PSE                               |
| Nikos Papakyriazis      | Mouvement socialiste panhellénique | PSE                               |
| Chrístos Papoutsís      | Mouvement socialiste panhellénique | PSE                               |
| Stelios Panagopoulos    | Mouvement socialiste panhellénique | PSE                               |
| Giannis Roubatis        | Mouvement socialiste panhellénique | PSE                               |
| Dimitris Tsatsos        | Mouvement socialiste panhellénique | PSE                               |